# Katolikus Munkáslap
A Katolikus Munkáslap Temesvárt 1931 és 1939 között a Katolikus Munkásegyesület, ill. 1932-től a Romániai Katolikus Munkásszövetség kiadásában megjelent társadalmi hetilap. 
1933-ig Horváth Ferenc, majd Schiff Béla, Ifjabb Kubán Endre és Szűcs Béla, 1935-től Gieszer Ágoston szerkesztette. Rendszeresen közölte Bach Gyula, Bechnitz Sándor, Fodor József, Gabriel József, Kubán Endre, Rech K. Géza és Szappanos Gyula cikkeit, helyet adva antifasiszta szellemű írásoknak is.